# Heterochelus bimaculatus
Heterochelus bimaculatus är en skalbaggsart som beskrevs av Hermann Burmeister 1844. Heterochelus bimaculatus ingår i släktet Heterochelus och familjen Melolonthidae. Inga underarter finns listade i Catalogue of Life.